# Szent Mihály és Gábriel arkangyalok fatemplom (Szászbongárd)
A szászbongárdi Szent Mihály és Gábriel arkangyalok fatemplom műemlékké nyilvánított épület Romániában, Beszterce-Naszód megyében. A romániai műemlékek jegyzékében a  BN-II-m-A-01626 sorszámon szerepel.